# 會話

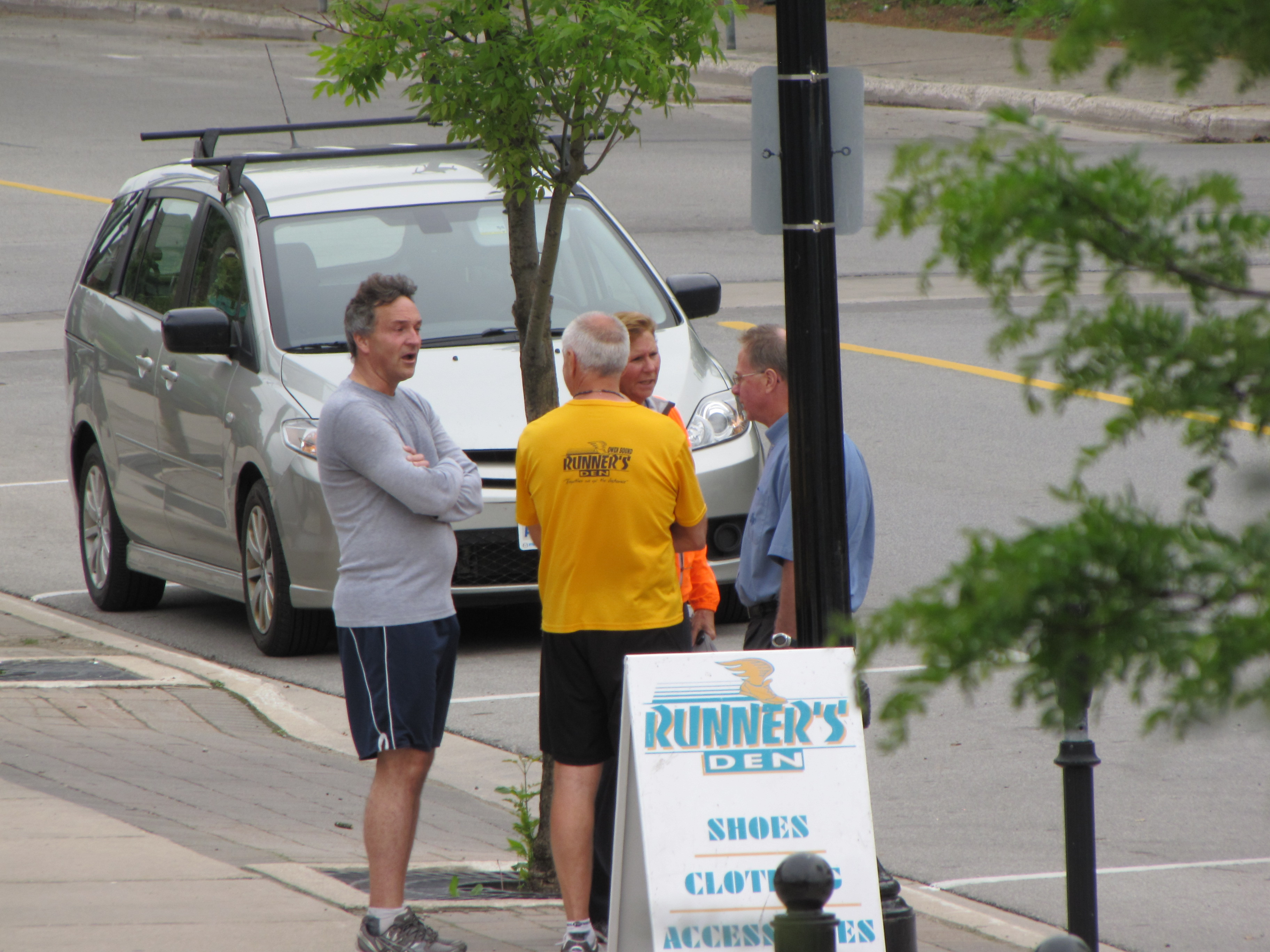
一群人正在聊天

會話又稱談話、對話、攀談或聊天，是指兩人及兩人以上之間的交流和溝通。會話可以是有意義交流，也可以是純粹為打發時間隨便講幾句。不過簡短的相互問候並不屬於會話（例如彼此認識的兩人在路上偶遇，互相道聲 「你好」 就結束了），老板向員工发号施令也不是會話。

## 分类

### 调侃
调侃（Banter）是指一种简短的在个人之间来回的机灵话（witty sentences），其中常会用到类似于“互贬”的一点机灵的贬低冒犯、（故意）歪解、俏皮话（zippy wisecracks）、犀利的应答（zingers）、调戏以及双关。关键在于，每句调侃要为之建立在前一句调侃之上，从而形成一种妙语之间的来回过招。
构成调侃的重点要素在于潜台词、情境以及与人之间的关系。每一句调侃，都得能够唤起情感上的一种回应，以及在不伤害一方的感受下获取对话的主动权。由此带来一种结构，它将参与其中的各方的理解置于重要位置，即便在其中的主题和它自身的整个框架都是荒谬的。并且在其中，它需要以一种方式在维系各方的参与的同时，以一种特定水平达成渐进。
在调侃中可以运用各种叙事手法，例如在一个结构的流中插入一个意外的转折（即打断一个如常进行的叙事结构）；将对话引入一个期望的粗糙形式，同时唤起问题、疑思和自我认知（即创造有意的误解）；或是用复数的锚点铺陈会话中现存的事项。而也要注意应该运用一点规则意识，适时地退出调侃。调侃中的各方不应过度地“一句压一句”，乃至超出一个各方可以接受的限度。正如莎士比亚所说：“简洁是智慧的灵魂”（Brevity is the soul of wit）

### 讨论
讨论是会话的要素之一，在一场对话中，会产生各种有关的思绪，通过讨论，人们分享自己关于这些思绪的观点。若需要保持整个氛围的得体，对话的主题就要在即将陷入分歧及争论时转换。

### 主题
许多会话可以依据其主要的内容分成四类：
- 主观想法，人们提出主观想法来扩展对话中促进理解和认识的信息。
- 客观事实，人们提出客观事实来佐证巩固一个普遍观点。
- 其他人物（多不在场），人们可能会用批评的、比较的或支持的立场在对话中提及他人。八卦亦属此类。
- 自我提及，人们可能会通过提及自身来引人注意，或以此引入能让此人与对话中的他者形成关联的信息。

各种对话中以上分类所占成分可以实用地让人窥见参与者处在何种心态（mind set）。但需要特别指出，几乎没有一场会话仅会被归为一种单独的分类，这是因为对话的多数构成部分很难被归类。

### 功用
多数对话能依据其进行的目的进行归类，而对话的目的可能在对话的整个过程中产生改变或转移。
- 功能型会话是指为了实现个人或团体的某项目的，而借其发挥传达信息的功用的会话。
- 闲聊是是一种非正式的话语类型，其话题的重要性低于其实现加强感情纽带或管理人际距离的功用，例如“今天天气怎样”。

## 书目
- Thornbury, Scott; Slade, Diana. . 2006. ISBN 978-0521814263.
- Warren, Martin. . 2006. ISBN 978-9027253958.